# Globo aerostático en los Juegos Olímpicos de París 1900
El globo aerostático fue una disciplina deportiva que formó parte del programa de los Juegos Olímpicos de París 1900, desarrollados en el marco de la Exposición Universal celebrada en París. Aunque en su momento no se hizo ninguna distinción entre los diferentes deportes disputados durante estos Juegos, el Comité Olímpico Internacional no lo considera un deporte olímpico oficial. Los globos utilizados en las competiciones eran del tipo aerostato de gas.

## Organización
Las competiciones de globos estaban incluidos en la Sección X - «Aerostación» del programa de los «Concours d'exercices physiques et de sports» de la Exposición Universal. Tuvieron lugar en el Vincennes Aerostation Park, un parque de tres hectáreas con un hangar metálico de 1000 m² y 25 m de altura. También se realizan otras competiciones no incluidas en el programa oficial, como técnicas de inflado, informes de vuelo, cometas, globos-sonda y fotografía aérea.

## Desarrollo

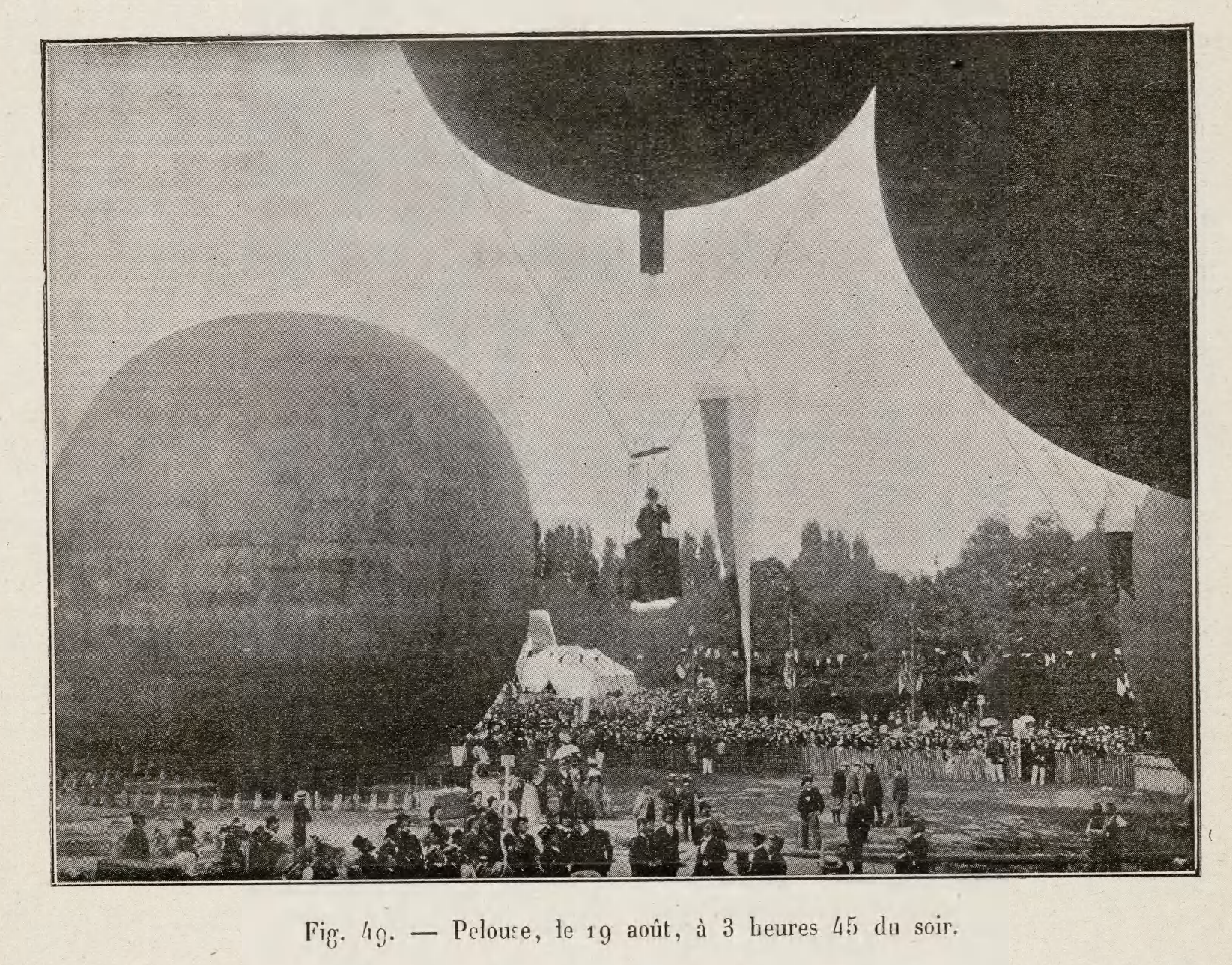
El parque aerostático de Vincennes durante las competiciones.

Las competiciones se desarrollaron durante 15 días entre el 17 de junio y el 9 de octubre y constituyeron un importante acontecimiento de la Exposición. El programa estaba compuesto por las categorías de duración del vuelo, distancia máxima, altitud máxima y distancia mínima (el objetivo era aterrizar lo más cerca posible de un punto predeterminado). 46 pilotos, todos franceses, realizaron en total 156 vuelos con 48 globos diferentes; incluyendo a los pasajeros, que podían ayudar al piloto, 326 personas (incluidas algunas mujeres) participaron en las competiciones. Los globos eran de distintos volúmenes y, para la mayoría de las competiciones, se lastraron para generar una fuerza ascendente equivalente.
El 17 de junio y el 26 de agosto se produjeron tormentas que pusieron en peligro a los competidores en la categoría de duración del vuelo. El mejor resultado se obtuvo en la tercera prueba, donde los globos no fueron lastrados; Jacques Balsan tomó tierra cerca de Bruselas después de más de 35 horas de vuelo. Balsan también ganó la competición de altitud, el 23 de septiembre, donde alcanzó los 8417 metros durante la competición sin hándicap.
En la competición de precisión, después de tres pruebas con un objetivo impuesto, en la cuarta los competidores podían elegir su propio objetivo en un radio de 30 a 70 kilómetros; en esta última prueba Henri de la Valette obtuvo el mejor resultado al aterrizar a 800 metros del priorato que había elegido, situado cerca de Senlis, en el departamento de Oise.
Henry de La Vaulx, que aterrizó cerca de Włocławek en Polonia, por entonces perteneciente al Imperio ruso, fue declarado ganador de la competición de distancia con un vuelo calculado en 1237 kilómetros, por lo que recibió además una medalla conmemorativa del primer viaje aéreo directo entre Francia y Rusia. Jacques Balsan, que aterrizó en Pomerania en el Reino de Prusia, fue segundo con una distancia de 1222 km.
El 9 de octubre se disputó una competición final de duración y distancia con los mejores pilotos de las 14 pruebas anteriores. Henry de la Vaulx aterrizó cerca de Korostychiv, en Ucrania (entonces también perteneciente al Imperio ruso), porque el bosque se extendía hasta donde alcanzaba la vista y no tenía mapas de esta región, ganando la prueba final, además de batir los récords mundiales de distancia, con 1925 kilómetros, y de duración, con 35 horas y 45 minutos.

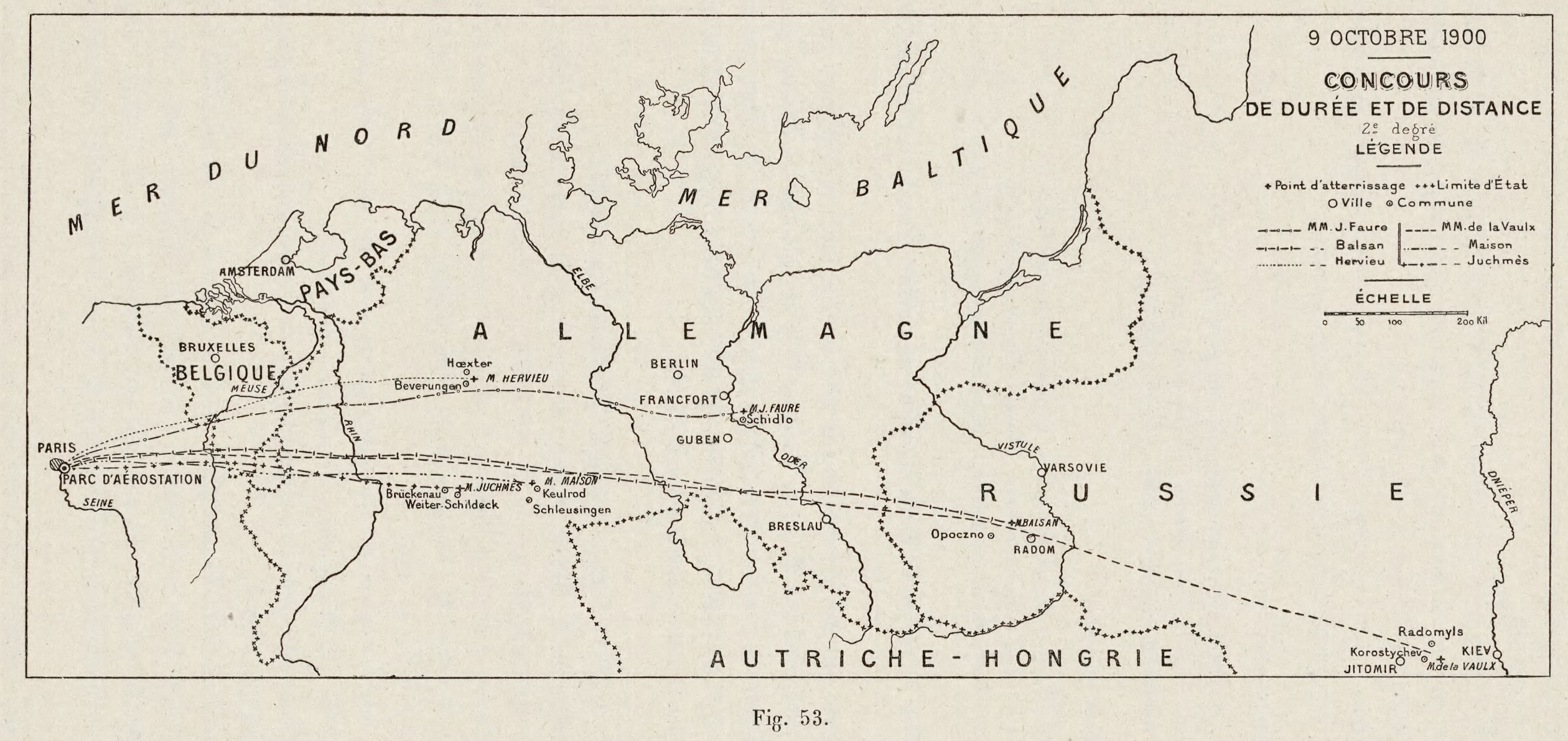
Mapa con los resultados de la competición final en las categorías de duración y distancia.